# Lintorfer TC
Der Lintorfer Tennisclub 1972 e. V. (LTC 72) ist ein Tennisverein in Ratingen-Lintorf.

## Chronik
Der Lintorfer Tennisclub 1972 e. V. wurde am 16. Juni 1972 gegründet. Erster Vorsitzender wurde Manfred Eigendorf, der neben den 12 Gründungsmitgliedern 197 weitere Mitglieder nach der Gründungsversammlung im LTC begrüßte. Die offizielle Einweihung der ersten neun Tennisplätze fand am 20. Juli 1974 statt, die Halle wurde am 26. Oktober 1974 mit einem Schaukampf zwischen den Weltklassespielerinnen Helga Masthoff und Cora Creydt eröffnet.
Nach der Aufnahme des Gastronomiebereichs und der Einweihung des Clubhauses wurde am 24. Mai 1975 die Fertigstellung der Gesamtanlage gefeiert. Schon ein Jahr später wurden erstmals Bezirksmeisterschaften in Lintorf ausgetragen, bevor 1977 zwei weitere Sandplätze fertiggestellt wurden.
Nach den ersten sportlichen Erfolgen der Medenmannschaften feierte der Verein mit seinen inzwischen 650 Mitgliedern im Juni 1982 in der Ratinger Stadthalle das zehnjährige Bestehen mit einem großen Festakt. Auch die sportliche Erfolge nahmen zu, 1986 schafften gleich sieben Mannschaften sowie zwei Jugendteams den Aufstieg. Drei Jahre später gelang den 1. Damen sogar der Sprung in die 1. Verbandsliga.
Der LTC richtete in dieser Zeit immer mehr Turniere aus, so wurde die Anlage 1991 auf 13 Außen- und 3 Hallenfelder erweitert. Mit dem Ausbau ging der Höhenflug der 1. Damen weiter. Vorläufiger Höhepunkt war 1992 zum 20-jährigen Jubiläum der Aufstieg in die Regionalliga. Hinter den Erfolgen der Damen wollten auch die Herren nicht zurückstehen und schafften 1995 den Sprung in die 1. Verbandsliga. Außerdem wurde im Jahr 1995 die Tennishalle auf eine 4 Feld Halle erweitert und komplett renoviert.
Erfolge im Jugendbereich stellten sich in den darauffolgenden Jahren vermehrt ein. Pünktlich zum Festakt in der Ratinger Stadthalle anlässlich des 30-jährigen Bestehens schafften die Herren 2002 sogar den Aufstieg in die 2. Bundesliga und folgten den Damen, die nach der Umwandlung der Regionalliga ebenfalls in der zweithöchsten Klasse spielten.

## Erfolge

### Damenmannschaft
In der Saison 2003 stieg die Damenmannschaft in die Bundesliga auf. Dort spielte man 2004 und 2005, bevor man die Jahre 2006 bis 2009 in der 2. Bundesliga spielte. 2011 gelang der erneute Aufstieg in die zweithöchste Klasse, von der man aber nach der Saison 2012 wieder abstieg. Nachdem die Damenmannschaft im Jahr 2013 den ersten Platz in der Regionalliga West belegte und somit 2014 in der 2. Bundesliga antreten könnte, nahm man den Aufstieg nicht an.

### Herrenmannschaft

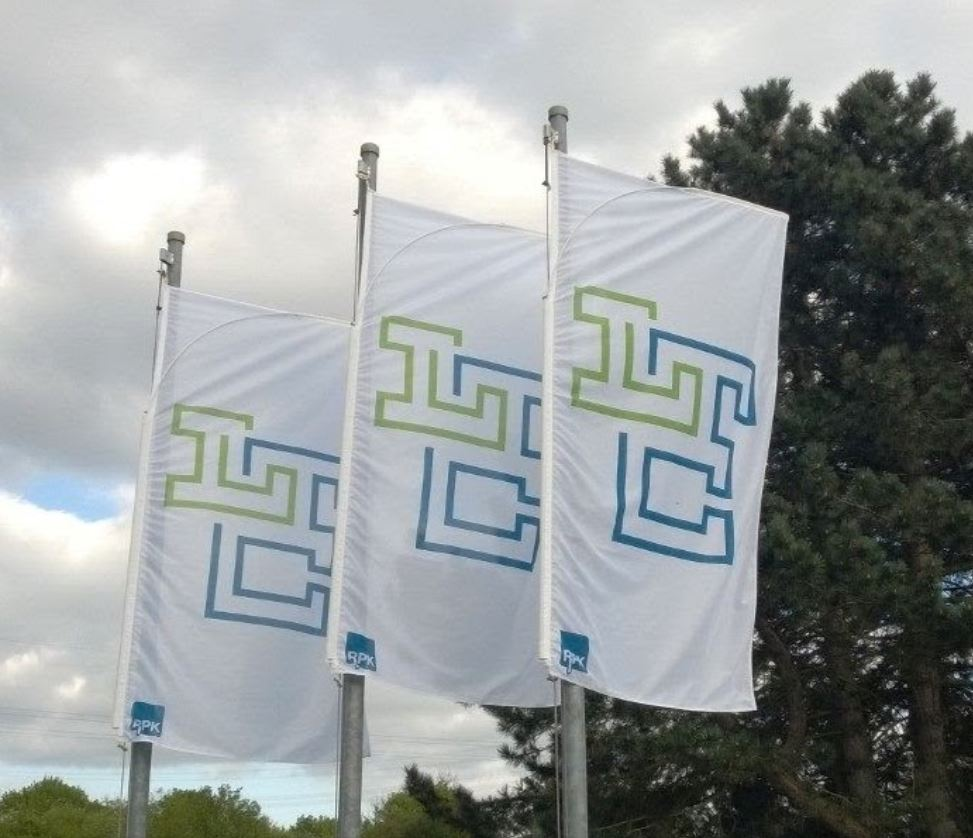

Die Herren spielten in den Jahren 2003, 2004 und 2005 in der 2. Bundesliga und spielen derzeit in der Verbandsliga.